# Campionati mondiali di bob 1962
I Campionati mondiali di bob 1962, ventunesima edizione della manifestazione organizzata dalla Federazione Internazionale di Bob e Skeleton, si sono disputati a Garmisch-Partenkirchen, in Germania Ovest, sulla Olympia-Bobbahn Rießersee, il tracciato naturale (situato attorno al lago Rießersee) che ha ospitato le gare di bob ai Giochi di Garmisch-Partenkirchen 1936 e le rassegne iridate del 1934 e del 1938, limitatamente al bob a quattro, del 1953 e del 1958 in entrambe le specialità maschili. La località bavarese ha quindi ospitato le rassegne iridate per la quinta volta nel bob a quattro e per la terza nel bob a due uomini.
L'edizione ha visto prevalere l'Italia che si aggiudicò due medaglie d'oro e una d'argento sulle sei disponibili in totale, sopravanzando la Germania Ovest con un oro e un bronzo e lasciando all'Austria un bronzo. I titoli sono stati infatti conquistati nel bob a due uomini dagli italiani Rinaldo Ruatti ed Enrico De Lorenzo e nel bob a quattro dai tedeschi occidentali Franz Schelle, Josef Sterff, Ludwig Siebert e Otto Göbl.

## Risultati

### Bob a due uomini
La gara si è disputata nell'arco di quattro manches e hanno preso parte alla competizione 18 equipaggi rappresentanti 10 differenti nazioni.
| Pos. | Atleti                           | Nazione           | Tempo   | Distacco |
| ---- | -------------------------------- | ----------------- | ------- | -------- |
|      | Rinaldo Ruatti Enrico De Lorenzo | Italia II         | 5:03.70 |          |
|      | Sergio Zardini Romano Bonagura   | Italia I          | 5:05.60 | +1.90    |
|      | Hans Maurer Adolf Wörmann        | Germania Ovest II | 5:08.90 | +5.20    |

### Bob a quattro
| Pos. | Atleti                                                                 | Nazione        |
| ---- | ---------------------------------------------------------------------- | -------------- |
|      | Franz Schelle Josef Sterff Ludwig Siebert Otto Göbl                    | Germania Ovest |
|      | Sergio Zardini Ferruccio Dalla Torre Enrico De Lorenzo Romano Bonagura | Italia         |
|      | Franz Isser Josef Isser Heinrich Isser Fritz Isser                     | Austria        |

## Medagliere
| Posizione | Nazione        | Oro | Argento | Bronzo | Totale |
| --------- | -------------- | --- | ------- | ------ | ------ |
| 1         | Italia         | 1   | 2       | 0      | 3      |
| 2         | Germania Ovest | 1   | 0       | 1      | 2      |
| 3         | Austria        | 0   | 0       | 1      | 1      |
| Totale    | Totale         | 2   | 2       | 2      | 6      |